# HD8153
HD8153 — хімічно пекулярна зоря спектрального класу A1, що має видиму зоряну величину в смузі V приблизно  7,3.
Вона  розташована на відстані близько 361,6 світлових років від Сонця.